# Робърт Енгъл
Робърт Фрай Енгъл III (на английски: Robert Fry Engle III; р. 10 ноември 1942) е американски икономист и Нобелов лауреат за икономика през 2003 г., присъдена на него и на Енгъл и Клайв Грейнджър „за методи за анализ на икономически времеви серии с времево-варираща волатилност (АРХС)“.
Най-същественият принос на Енгъл е неговото изключително иновационно откритие на метод за анализиране на непредвидими движения на цените на финансовите пазари и лихвените проценти. Правилното характеризиране и предвиждане на тези колебливи движения е от основно значение за количественото, а също и ефективното определяне на риска. Енгъл развива нови статистически модели на волатилността, които отразяват тенденциите на цените на фондовия пазар и други финансови променливи, движещи се между периоди на висока и ниска волатилност („Авторегресивна условна хетероскедастичност: АРХС“). Тези статистически модели стават основни пособия за модерната арбитражна теория за ценообразуването и в практиката.

## Публикации
- Autoregressive Conditional Heteroskedasticity With Estimates of the Variance of UK Inflation Econometrica 50 (1982): 987-1008.
- Estimation of Time Varying Risk Premia in the Term Structure: the ARCH-M Model (съавт. David Lilien, Russell Robins), Econometrica 55 (1987): 391-407.
- Co-integration and Error Correction: Representation, Estimation and Testing (съавт. Clive Granger), Econometrica 55 (1987): 251-276.
- Semi-parametric estimates of the relation between weather and electricity demand (съавт. C. Granger, J. Rice, A. Weiss), Journal of American Statistical Association 81 (1986): 310-320.
- Exogeneity (съавт. David F. Hendry, Jean-Francois Richard), Econometrica 51 (1983): 277-304.
- Asset Pricing with a Factor ARCH Covariance Structure: Empirical Estimates for Treasury Bills (съавт. V. Ng, M. Rothschild) Journal of Econometrics 45 (1990): 213-237.
- Autoregressive Conditional Duration: A New Model for Irregularly Spaced Transaction Data, (съавт. J.R. Russell) Econometrica 66 (1998):1127-1162.
- Dynamic Conditional Correlation – A Simple Class of Multivariate GARCH Models Journal of Business and Economic Statistics (юли 2002)